# Scutellidium deseadensis
Scutellidium deseadensis är en kräftdjursart som beskrevs av Pallares 1969. Scutellidium deseadensis ingår i släktet Scutellidium och familjen Tisbidae. Inga underarter finns listade i Catalogue of Life.